# Sutomore
Sutomore är en ort i Montenegro. Den ligger i kommunen Bar, i den södra delen av landet vid havet. Sutomore ligger 30 meter över havet och antalet invånare är 1 827.
Terrängen runt Sutomore är varierad. Närmaste större samhälle är Bar, 7,1 km sydost om Sutomore. Det angränsande landskapet är jordbruksmark och skogar.